# Arktika (brise-glace, 1975)
Pour les articles homonymes, voir Arktika.
L’Arktika, premier du nom, est un brise-glace nucléaire soviétique (et désormais russe) de classe Arktika. Il est mis en service en 1975. Il est célèbre pour avoir été, le 17 août 1977, le premier navire de surface à atteindre le pôle Nord.
De 1982 à 1986, le navire a été renommé Leonid Brejnev.
L’Arktika a été retiré du service plusieurs années avant d'être réparé à la fin des années 1990. Il fut de nouveau opérationnel en 2007 mais retiré en octobre 2008 à la suite d'un début d'incendie.

## Construction
La construction du brise-glace nucléaire Arktika (premier vaisseau de la série du projet 1052) a commencé dans l'usine Baltique (Baltiysky Zavod) de Leningrad le 3 juillet 1971. Il a été mis à l'eau le 26 décembre 1972, et les essais en mer se sont terminés le 17 décembre 1974. Sa navigation sous drapeau gouvernemental a officiellement commencé le 25 avril 1975.
L'usine Baltique a par la suite produit plusieurs navires de classe Arktika.

## Caractéristiques
L'Arktika a deux réacteurs nucléaires, entrainant deux turbines qui alimentent les trois moteurs électriques. Les réacteurs sont sur le même modèle que ceux du Lénine, et chacun d'entre eux est capable de pourvoir seul aux besoins en énergie du bateau en cas de défaillance de l'autre. Le navire dispose en plus d'un générateur Diesel.

## Expédition polaire de 1977

### Préparation
De 1974 à 1977, l'Arktika effectue plusieurs navigations préliminaires vers le pôle en préparation d'une expédition plus poussée. La décision de naviguer jusqu'au pôle a été prise le 13 juin 1977 par le ministre de la marine de l'URSS, et la préparation de l'expédition a été faite par la Compagnie maritime de Mourmansk. Selon le capitaine, Youri Koutchiev (ru), la navigation à travers les glaces polaires présente de sérieux risques, dont l'un des plus critiques est la rupture du cône de l'arbre d'hélice, qui impliquerait la perte de cette dernière. Une telle perte réduirait la mobilité du navire d'un tiers. Le trajet a été tracé sous la direction d'Ilya Romanov (ru), qui avait étudié le comportement des glaces polaires depuis les années 1950.
L'équipage de l'Arktika, habituellement composé de 150 marins, a été renforcé par une équipe de techniciens ; des scientifiques faisaient aussi partie de voyage, ce qui a porté le nombre de passagers à 207. Les chercheurs présents sur l'Arktika provenaient de différents instituts, dont l'Institut Kourtchatov et l'Institut de l'Arctique et de l'Antarctique (10 chercheurs de ce dernier institut prirent part au voyage, et parmi eux Ilya Romanov).
L'expédition était soutenue depuis la terre ferme par une équipe de l'Institut de l'Arctique et de l'Antarctique (IRAA) à Leningrad et par une équipe de météorologie marine à Dikson. De plus, au cours de l'expédition, une équipe de l'IRAA partit en reconnaissance à bord d'un hélicoptère Mi-2 pour repérer les passages les plus aisés. Une équipe de chercheurs à fond de cale observait le comportement de la coque du navire.
Afin de parer à toute éventualité, le navire avait embarqué des provisions pour huit mois ainsi que du matériel pour construire un aérodrome sur glace.

### Expédition

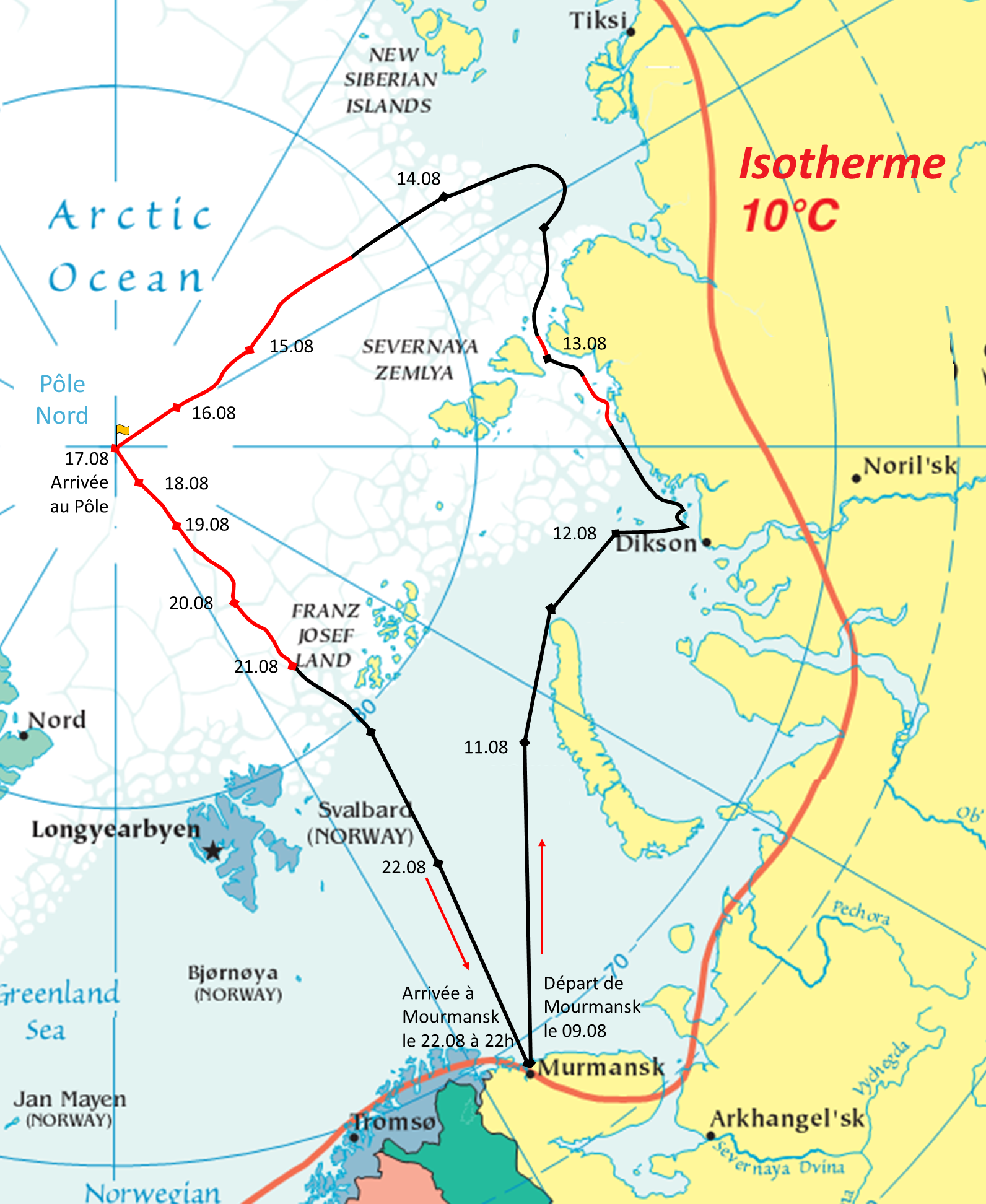
Trajet de lArktika jusqu'au Pôle Nord en 1977.

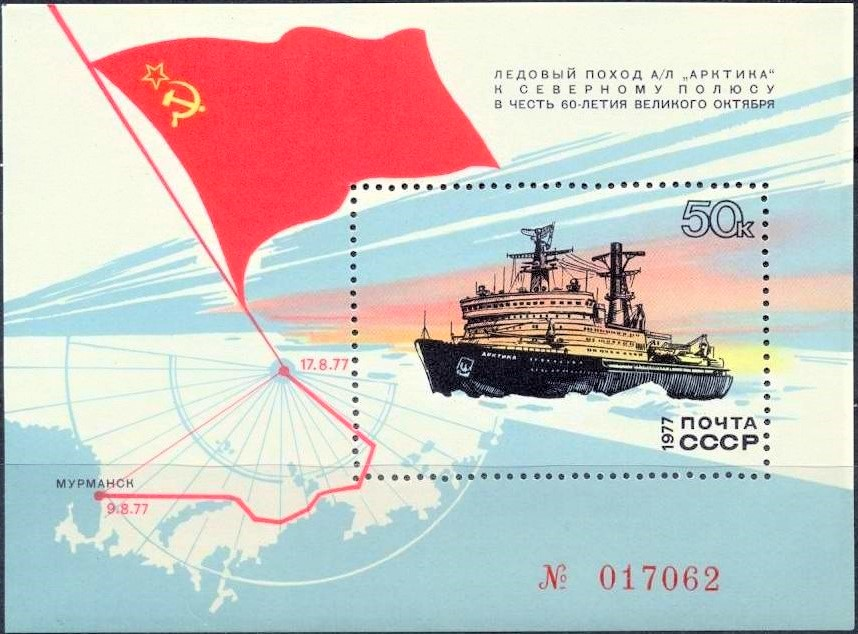
Un bloc de l'URSS dédié à l'expédition de 1977

L'Arktika quitte Mourmansk le 9 août 1977. Il était prévu qu'il aille en ligne droite vers le Pôle, mais de nouveaux calculs déterminèrent que les glaces au Nord de la mer de Kara seraient moins résistantes, et un nouvel itinéraire fut adopté. Le bateau a ensuite traversé le détroit de Vilkitski, rejoint la mer des Laptev, puis s'est dirigé vers le Pôle. Le 14 août, l'Arktika a rencontré les premières glaces et a commencé à se frayer un chemin à travers elles.
Il était politiquement important d'arriver au pôle même, ce qui n'était pas facile avec les instruments de l'époque. Le 17 août 1977 à 4 heures du matin, l'Arktika a atteint le Pôle Nord, ce qui en fait le premier navire à naviguer sur ce point du globe. Un mât métallique de 10 m a été planté dans la glace, et le drapeau de l'URSS a été hissé. Le capitaine, Koutchiev, a attaché au mât la hampe du drapeau de l'expédition de Gueorgui Sedov, qui avait échoué à rejoindre le pôle en 1912[réf. souhaitée]. Puis l'Arktika a parcouru un cercle de 40 m de diamètre autour du Pôle, franchissant tous les méridiens en un temps très court. L'Arktika est resté 15 h au pôle, permettant aux scientifiques de réaliser les recherches prévues; pendant ce temps, des plongeurs sont allés vérifier l'état de l'hélice sous le bateau.
Le retour s'est effectué en ligne droite vers Mourmansk. Au cours de l'expédition, qui n'aura duré que 13 jours, soit beaucoup moins que ce qui était prévu, l'Arktika a parcouru 3 080 miles à une vitesse moyenne de 12,3 nœuds[réf. souhaitée].

## Expédition polaire germano-russe de 1998
Du 4 au 27 juillet 1998, l'Arktika et le Polarstern ont mené une expédition conjointe vers le Pôle Nord. Le but de l'expédition était d'étudier la dorsale Alpha. Les deux navires se sont rencontrés le 4 juillet dans la mer de Barents, à 75° 30′ N, 35° 00′ E.

## Accompagnement de l'expéditionPN-33

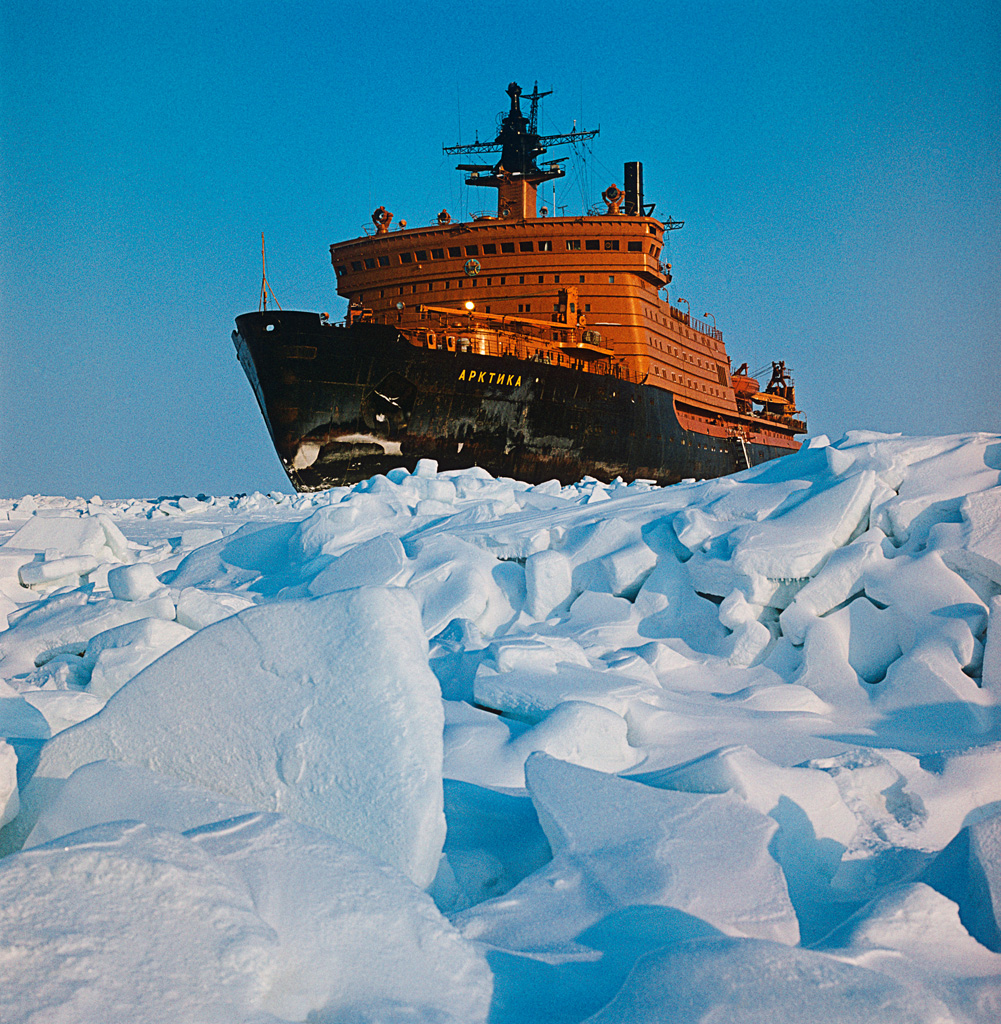
LArktika, photo de 1980.

En 2004, l'Arktika a accompagné vers le Pôle l'Akademik Fiodorov, qui avait à son bord la station dérivante PN-33 (ru).

## Plus long voyage
Du 4 mai 1999 au 4 mai 2000, l'Arktika a navigué sans discontinuer, sans rallier le moindre port. En effet, l'une des particularités des navires à propulsion nucléaire est de pouvoir naviguer sans ravitaillement pendant longtemps (3 à 4 ans).

## Dernier voyage

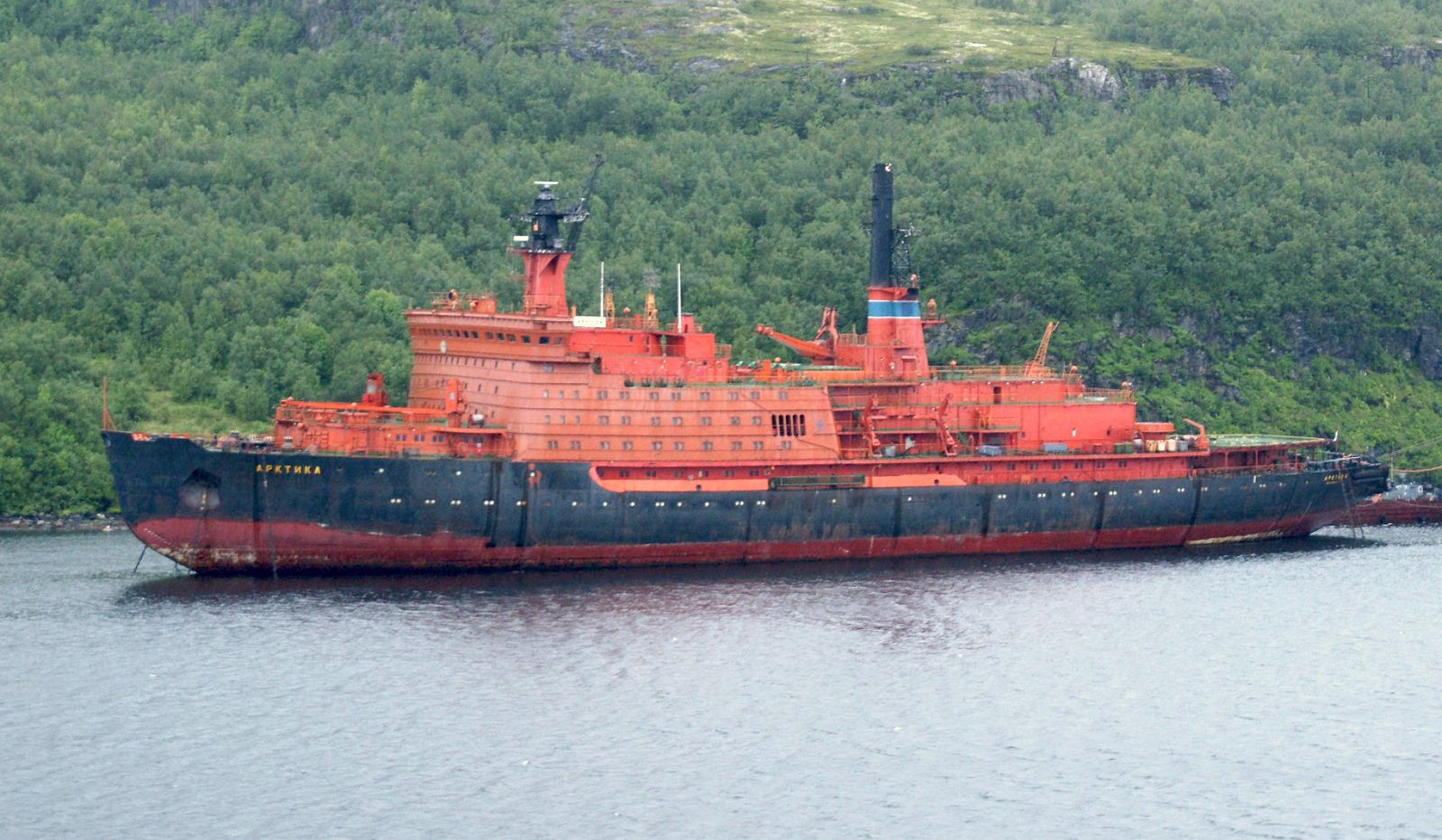
LArktika à Mourmansk en 2012.

Le 21 août 2008, les documents du navire requis par le registre de la marine ont expiré. Maintenir en activité l'Arktika devenait difficile face aux problèmes techniques et économiques. De plus, le combustible du réacteur nucléaire venait à manquer.
Le 3 octobre 2008, le réacteur nucléaire a été arrêté.
En 2011, l'équipage de l'Arktika a été démobilisé, et le vaisseau a été mis en rade en attendant son démantèlement, prévu en 2020. Il est question de le transformer en musée.
Il a été retiré du registre de la Marine le 31 juillet 2012.

## Dans la culture

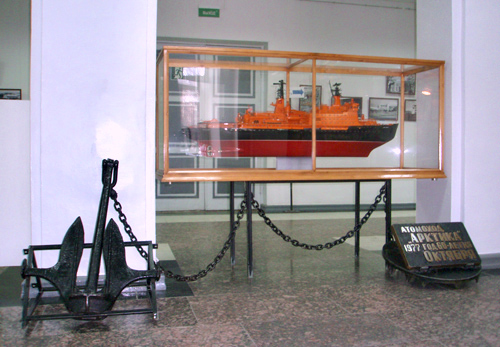
L'Arktika a été mis à l'honneur au musée régional de Mourmansk.
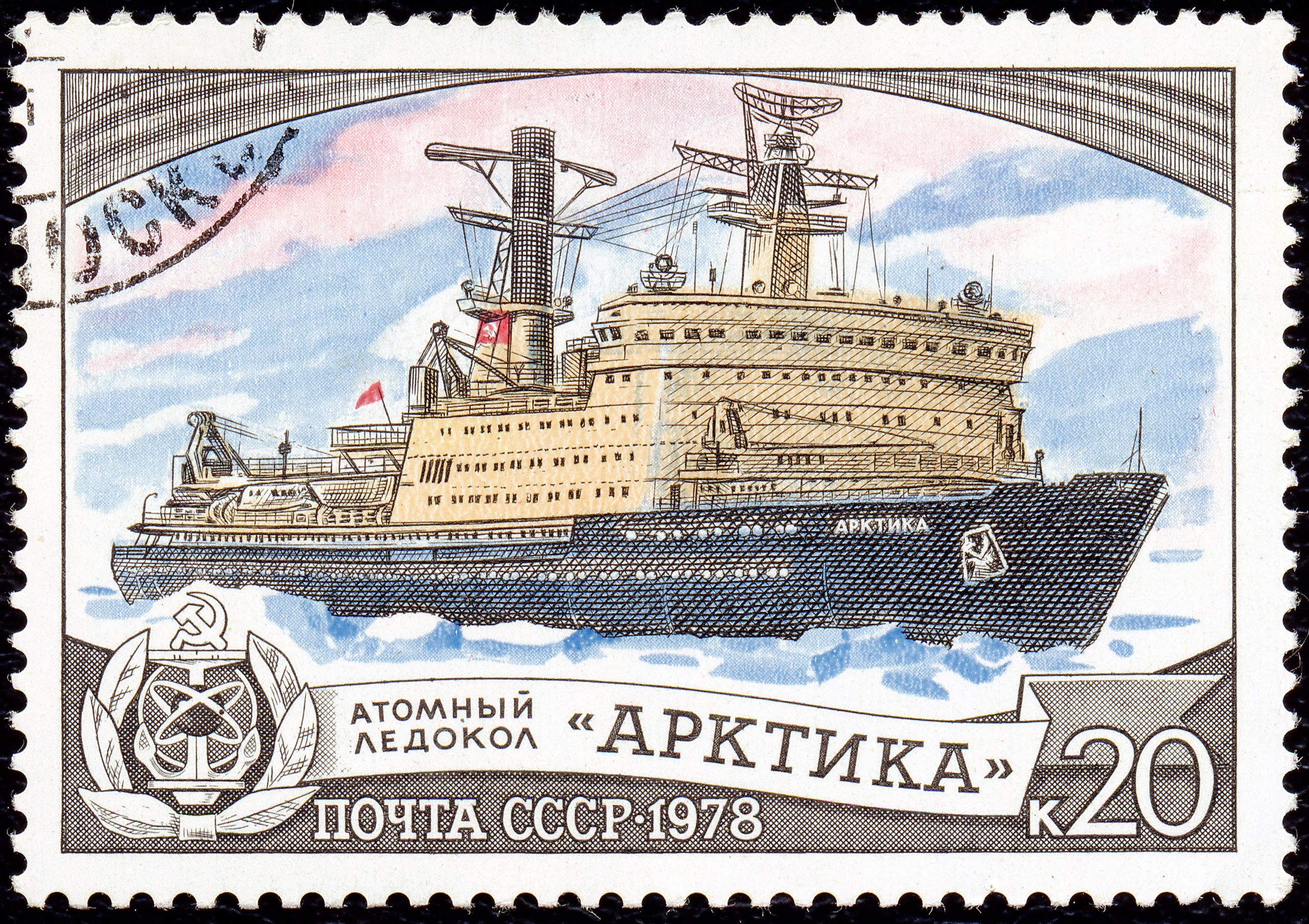
Timbre de 1978 à l'effigie de l'Arktika.